# Phoenix effect
Phoenix Effect (в переводе с англ. — «Эффект Феникса») —  финская рок-группа, основанная в 2007 году в Хельсинки. По звучанию очень близка к другой финской группе — Poets of the Fall

## История группы
С тех пор, как в 2007 году Janne Kärkkäinen и его пути c коллективом Sunrise Avenue разошлись, он решил взять перерыв и обдумать всё, что с ним произошло за последнее время. Он хотел определиться что делать в будущем: или продолжить работу в музыкальной сфере, или попробовать себя в чём-то другом. Раздумья длились недолго, однако он нашёл себя в том что любит больше всего, в музыке. Герой сжёг мосты в прошлое и решил сделать 
 что-нибудь новое. У Janne появилось много идей для песен, но с тех пор, как он перестал писать тексты для Sunrise Avenue, ему требовалась 
 небольшая творческая инициация. В результате возникла идея связаться с парнями из Poets of the Fall, в то время Janne колесил в турне в составе Sunrise Avenue. Janne всегда уважал коллектив Poets of the Fall и их музыку. Так или иначе, для Janne это был хороший шанс показать чего он стоит на пике своего творчества.

Для начала они (Janne, POTF) решили проверить, получится ли у них работать вместе. На этом этапе у них не было планов на будущее. С самых первых нот стало понятно, что они достойны друг друга! Весной 2008 года парни несколько раз собирались все вместе, чтобы сотворить очередную песню. В результате плодотворного труда, Janne записал демоверсии новых песен. И в мае ребята собрались снова все вместе, дабы разобрать накопившийся материал. Под влиянием хорошего настроения, они (Janne, POTF) решили поместить все новые композиции в альбом.
Также Phoenix Effect начали новый сольный проект. Дебютный альбом «Cyanide Skies» («Цианидовые небеса») записывали осенью 2008 года, с расчетом на релиз в феврале 2009 года. Альбом включает в себя 10 рок-дорожек разных стилей и настроений, звучащих как единое целое. Вдобавок к звучанию Janne, вы услышите игру Pyry Nikkilä (гитара), Jari Salminen (барабаны), Jani Snellman (бас-гитара). Парни из Poets of the Fall также засветятся в паре треков. Альбом продюсировал Markus «Captain» Kaarlonen и Janne Kärkkäinen, также альбом выйдет под лейблом группы Poets of the Fall в Финляндии.
После релиза нового альбома Phoenix Effect сосредоточит внимание на выступлениях и широком распространении продуктов творчества.

## Состав группы
- Anton Laurila — барабаны, 30 октября
- Pyry Nikkilä — гитара, 13 июня 1989 г.
- Lauri Hämäläinen — бас, вокал, 15 апреля 1983 г.
- Janne Kärkkäinen — вокал, гитара,  27 ноября 1976 г.